# 淮北路
淮北路，安徽省合肥市的一条东西向次干道，得名自淮北市。道路东起金池路，经阜阳北路、太和路、丽水路、蒙城北路后止于平圩路，沿蚌福联络线、合武绕行线、宁西铁路北侧布置。沿路有淮北路公园、五里社区居民委员会、合肥庐阳中学北校区等。